# Radoslav Katičić
Radoslav Katičić (ur. 3 czerwca 1930 w Zagrzebiu, zm. 10 sierpnia 2019 w Wiedniu) – chorwacki językoznawca, indoeuropeista i historyk literatury. Zajmował się filologią grecką, komparatystyką indoeuropejską (zwłaszcza indyjską i starobałkańską), teorią językoznawstwa ogólnego, filologią słowiańską i chorwacką oraz językoznawstwem starobałkańskim.

## Życiorys
Studia w dziedzinie filologii klasycznej ukończył w 1954 r. na Wydziale Filozoficznym Uniwersytetu Zagrzebskiego. Jego pierwsze prace naukowe poruszały tematy z zakresu filologii starogreckiej i studiów bizantyjskich. 
W latach 1956–1957 przebywał na stypendium w Atenach. W 1958 r. został asystentem w Katedrze Komparatystyki Indoeuropejskiej na Uniwersytecie Zagrzebskim. Doktoryzował się w 1959 r. na podstawie rozprawy Pitanje jedinstva indoeuropske glagolske fleksije. W latach 1960–1961 był stypendystą Fundacji Humboldta w Tybindze, 1968–1969 w Bonn.
W 1961 r. został docentem indoeuropeistyki i językoznawstwa ogólnego na Uniwersytecie Zagrzebskim. Od 1966 r. profesor nadzwyczajny, od 1972 r. profesor zwyczajny. Od 1977 r. profesor zwyczajny slawistyki na Uniwersytecie Wiedeńskim. W 1998 r. przeszedł na emeryturę.
Autor ok. piętnastu książek i ok. czterystu dyskusji, artykułów, esejów, recenzji książek i innych publikacji, zwłaszcza z dziedziny filologii chorwackiej. Autor fundamentalnych książek z zakresu językoznawstwa kroatystycznego.
Należał do Chorwackiej Akademii Nauki i Sztuki (wcześniej Jugosłowiańskiej Akademia Nauki i Sztuki); od 1973 r. członek nadzwyczajny, od 1986 r. członek zwyczajny. Od 1991 r. członek Academia Europaea.

## Wybrana twórczość
- Osnovni pojmovi suvremene lingvističke teorije. Zagrzeb 1967.
- A Contribution to the General Theory of Comparative Linguistics. Haga—Paryż 1970.
- Jezikoslovni ogledi. Zagrzeb 1971.
- Stara indijska književnost. Zagrzeb 1973.
- The Ancient Languages of the Balkans. Haga—Paryż 1976.
- Novi jezikoslovni ogledi. Zagrzeb 1986, 1992 (wyd. uzup.).
- Sintaksa hrvatskoga književnog jezika. Zagrzeb 1986, 1991, 2002.
- Ein Ausblick auf die slawischsprachige Völkerwelt im Südosten. Wiedeń 1996.
- Na kroatističkim raskrižjima. Zagrzeb 1999.

Niektóre aspekty działalności Katičicia spotkały się z krytyką, zwłaszcza dążności preskryptywistyczne, puryzm w odniesieniu do terminologii językoznawczej, prymordialistyczne pojmowanie narodów i subiektywny charakter jego artykułów na temat polityki językowej. Jego opis składni był negatywnie oceniany przez innych chorwackich syntaktyków.

## Odznaczenia
- Order Księcia Branimira (2018)[13]